# 永和深井
25°00′15″N 121°30′35″E / 25.0042070°N 121.5097724°E
永和深井，位於臺灣新北市永和區水源里、台灣自來水公司北區工程處，昔日以「潭墘甘泉」之名列「中和八景」，作為台灣日治時期水道設施板橋水道的水源地。

## 歷史

### 中和八景
板橋水道的水源地為今日的永和區水源街52號。位在潭墘的此泉昔日以冷冽味甘聞名，可取為茶水之用。此泉便以「潭墘甘泉」之名，與「尖山晚渡」、「壁湖怪石」、「福和鐘聲」、「圓山遠眺」、「石門灘音」、「網溪泛月」、「永和暮潮」並列「中和八景」。獲詩人香蓴以「潭墘靈地出靈泉⋯⋯願分一勺試茶煎」等詩句讚美。在永和居住長達半世紀的畫家林晉有以此景作畫。

### 開闢水源
據中和庄文史研究協會理事長黃政瑞調查、與地方耆老何雲坊回憶，山本義信擔任板橋街庄長時，1928年將此處的水泉作為板橋水道水源地，沿中和區國光街建立水管，與饅頭山建造中和瑞穗配水池，以作舊板橋後火車站海山煤礦洗煤場用水、民眾用水等用途。戰後時期，此處因為水源地，里、街名便分別取作水源里、水源街。台灣自來水公司並在此設立台灣自來水公司北區工程處。

### 停止取水
此水源在作為自來水源時，為台北盆地周邊小型水道網中，唯一取自平地的地下水，而其他多為溪流水源。臺灣自來水處開鑿成深水井，取名「永和深井」，每日供水量可達四千噸以上。1969年起，台北市政府建設局為阻滯台北盆地下陷問題，便與台灣省政府溝通，要求將地下水限制擴大到地下水脈相通的臺北縣。1971年2月28日，內政部公布「台灣地區地下水管制辦法草案」，規定中和、永和、新店、新莊、蘆洲、五股、板橋等北縣鄉鎮市為地下水管制地區。北縣於1979年開始將蘆洲、五股等地劃作地下水管制區。至1980年，板橋水道停用。之後1980年代初因乾旱，而再用啟過永和深井。

### 水景消失
隨著永和人口激增、都市化，「潭墘甘泉」景物遭到破壞。至《中和市志》編寫期間收錄「中和八景」時，場景已面目全非。中和區公所為說明已不存在的「潭墘甘泉」水景，曾改以中和四號公園滯洪池作為意象圖。